# Godley & Creme
Godley & Creme sono stati una coppia di musicisti rock inglese, nonché registi di videoclip.

## Storia
Il duo, composto da Kevin Godley e Lol Creme, si è formato dopo lo scioglimento della pop band 10cc nel 1977. Nel 1979 il duo ha diretto il video del proprio singolo An Englishman in New York. Da quel momento hanno lavorato alla direzioni di videoclip musicali per altri artisti come Ultravox, The Police, Duran Duran, Herbie Hancock, Sting, Frankie Goes to Hollywood, Wang Chung.
Il duo si è sciolto alla fine degli anni '80.

## Formazione
- Kevin Godley - voce, batteria, synth, percussioni
- Lol Creme - voce, chitarra, tastiere, violino

## Discografia

### Album in studio
- 1977 – Consequences
- 1978 – L
- 1979 – Freeze Frame
- 1981 – Ismism
- 1983 – Birds of Prey
- 1985 – The History Mix Volume 1
- 1988 – Goodbye Blue Sky

### Raccolte
- 1979 – Music from Consequences
- 1987 – Changing Faces - The Very Best of 10cc and Godley & Creme